# Ес Тренк
Плажа Ес Тренк налази се близу Кампоса< на југоисточној обали острва Мајорка и део је природне зоне од посебног интереса Ес Тренк-Салопрар де Кампос. Плажа је дуга преко 10 километара и простире се од места Са Рапита до Колонија де Сант Јорти. Веома је популарна због својих природних лепота, плићака и таласа, па је често посећена од стране љубитеља сурфовања и једрња. Нетакнута, удаљена и окружена дивљом лепотом, Ес Тренц, је била проглашена за једну од најбољих плажа Мајорке. Многи је пореде са плажама Кариба због њеног белог песка и блиставо плаве воде. Окружена је пешчаним динама и позната по најквалитенијој соли која се производи само на Балеарима. Један од обавезних сувенира са ове плаже је такозвани цвет соли признат од стране светских кувара. Око 170 врста птица живи у најсланијем делу морске воде, а међу њима су најатрактивнији фламингоси. Такође, један део плаже је намењен нудистима. У близини плаже налазе се различити туристички садржаји у оквиру Салинас д Ес Тренц.
До Ес Тренка може се доћи из правца Сес Коветес, било на јужну или северну страну путем где ветрови дувају кроз слана поља Салопрар де Кампос. До плаже је могуће доћи градским превозом из Палме и Кампоса. Плажа је веома пријатна за боравак породица са децом и посебно је посећена у јулу и августу.
Такође, један део плаже је намењен нудистима. У близини плаже налазе се различити туристички садржаји у оквиру Салинас д Ес Тренц.

## Мајорка
Мајорка је медитеранско острво, у групи Балеарских острва. Главни град острва, Палма, је такође престоница аутономне заједнице Балеарских острва. Балеарска острва су аутономни регион Шпаније још од 1983. године.
Острво броји 859.307 становника (2015), а у главном граду Палма живи скор половина становништва.